# フリーダムエアー (グアム)
フリーダムエアー（英: Freedom Air）とは、グアムを拠点とする航空会社である。本社はグアムのバリガダ地区にあり、主にグアムと北マリアナ諸島を結ぶ便を運航している。

## 概要
1974年に設立。設立当初は軽飛行機のみであったが、1993年に約30人乗りのショート 330を2機、ショート 360を1機導入して事業を拡大した。現在、ショート 330は貨物専用となり、ショート 360はグアムからロタを経由してサイパンに向かう便にのみ使用されている。この他にも、フリーダムエアーはサイパンとテニアンの間を軽飛行機で結ぶ便も運航している。
グアムからロタを経由してサイパンに向かう便は朝夕2往復運航されている。乗り継ぎの便が良いことから日本人の利用者も多く、安全のしおりには日本語表記もみられる。なお、グアムとロタの間は20分程のフライトであるが、ドリンクのサービスもある。

## 就航地

### グアム
- グアム国際空港

### 北マリアナ諸島
- サイパン国際空港
- テニアン国際空港
- ロタ国際空港

## 脚註
1. ↑  本来のショート 360の旅客定員は36名であるが、フリーダム・エアのショート360は26人乗りとなっている。 月刊エアライン2005年12月号pp71